# Olympische Sommerspiele 2016/Gewichtheben – Mittelschwergewicht (Männer)
Das Gewichtheben der Männer in der Klasse bis 94 kg (Mittelschwergewicht) bei den Olympischen Sommerspielen 2016 in Rio de Janeiro fand am 13. August 2016 in der zweiten Halle des Riocentro statt. Es traten 20 Sportler aus 17 Ländern an.
Der Wettbewerb bestand aus zwei Teilen: Reißen (Snatch) und Stoßen (Clean and Jerk). Die Teilnehmer traten in zwei Gruppen zuerst im Reißen an, bei dem sie drei Versuche hatten. Wer ohne gültigen Versuch blieb, schied aus. Im Stoßen hatte wieder jeder Starter drei Versuche. Der Sportler mit dem höchsten zusammenaddierten Gewicht gewann. Im Falle eines Gleichstandes gab das geringere Körpergewicht den Ausschlag.
Es war das bisher letzte Mal, dass um olympische Medaillen im Mittelschwergewicht gekämpft wurde. Zu den Olympischen Sommerspielen 2020 in Tokio wurde der Wettbewerb zugunsten einer Geschlechterparität von je sieben Gewichtsklassen pro Geschlecht aus dem Programm gestrichen.

## Titelträger
| Weltmeister   | Reißen    | Alexej Kosow       | 181 kg | WM 2015 in Houston |
| Weltmeister   | Stoßen    | Wadsim Stralzou    | 230 kg | WM 2015 in Houston |
| Weltmeister   | Zweikampf | Wadsim Stralzou    | 405 kg | WM 2015 in Houston |
| Olympiasieger | Zweikampf | Saeid Mohammadpour | 402 kg | London in 2012     |

## Rekorde

### Bestehende Rekorde
| Weltrekord         | Reißen    | Akakios Kachiasvilis | 188 kg | Athen, Griechenland | 27. November 1999  |
| Weltrekord         | Stoßen    | Szymon Kołecki       | 232 kg | Sofia, Bulgarien    | 29. April 2000     |
| Weltrekord         | Zweikampf | Akakios Kachiasvilis | 412 kg | Athen, Griechenland | 27. November 1999  |
| Olympischer Rekord | Reißen    | Kourosh Bagheri      | 187 kg | Sydney, Australien  | 24. September 2000 |
| Olympischer Rekord | Stoßen    | Szymon Kołecki       | 224 kg | Peking, China       | 17. August 2005    |
| Olympischer Rekord | Zweikampf | Milen Dobrew         | 407 kg | Athen, Griechenland | 23. August 2004    |

## Zeitplan
- Gruppe A: 13. August 2016, 19:00 Uhr (Ortszeit)
- Gruppe B: 13. August 2016, 15:30 Uhr (Ortszeit)

## Endergebnis
| Rang | Athlet               | Nation             | Gr. | Kgw.  | Reißen (kg) | Reißen (kg) | Reißen (kg) | Reißen (kg) | Stoßen (kg) | Stoßen (kg) | Stoßen (kg) | Stoßen (kg) | Zweikampf |
| Rang | Athlet               | Nation             | Gr. | Kgw.  | 1           | 2           | 3           | Gesamt      | 1           | 2           | 3           | Gesamt      | Zweikampf |
| ---- | -------------------- | ------------------ | --- | ----- | ----------- | ----------- | ----------- | ----------- | ----------- | ----------- | ----------- | ----------- | --------- |
| 1    | Sohrab Moradi        | Iran               | A   | 93,64 | 178         | 178         | 182         | 182         | 221         | 234         | 234         | 221         | 403       |
| 2    | Wadsim Stralzou      | Belarus            | A   | 93,70 | 175         | 179         | 180         | 175         | 220         | 230         | 230         | 220         | 395       |
| 3    | Aurimas Didžbalis    | Litauen            | A   | 92,42 | 177         | 177         | 177         | 177         | 210         | 215         | 223         | 215         | 392       |
| 4    | Sarat Sumpradit      | Thailand           | A   | 93,05 | 170         | 175         | 177         | 177         | 205         | 210         | 213         | 213         | 390       |
| 5    | Ragab Abdelhay       | Ägypten            | A   | 93,45 | 165         | 170         | 174         | 174         | 205         | 211         | 213         | 213         | 387       |
| 6    | Dmytro Tschumak      | Ukraine            | A   | 93,66 | 174         | 174         | 177         | 174         | 213         | 213         | 220         | 213         | 387       |
| 7    | Ali Hashemi          | Iran               | A   | 93,10 | 172         | 173         | 173         | 173         | 210         | 220         | 220         | 210         | 383       |
| 8    | Aljaksandr Bjarsanau | Belarus            | A   | 93,57 | 167         | 173         | 177         | 173         | 208         | 214         | 215         | 208         | 381       |
| 9    | Wolodymyr Hosa       | Ukraine            | B   | 93,66 | 165         | 170         | 174         | 170         | 195         | 200         | 205         | 205         | 375       |
| 10   | Park Han-woong       | Südkorea           | B   | 92,39 | 160         | 165         | 165         | 165         | 202         | 210         | 210         | 202         | 367       |
| 11   | Kendrick Farris      | Vereinigte Staaten | B   | 93,24 | 160         | 165         | 165         | 160         | 197         | 201         | 205         | 197         | 357       |
| 12   | Kévin Bouly          | Frankreich         | B   | 93,76 | 145         | 150         | 155         | 155         | 180         | 185         | 190         | 190         | 345       |
| 13   | Simplice Ribouem     | Australien         | B   | 93,25 | 145         | 150         | 155         | 155         | 185         | 191         | 191         | 185         | 340       |
| 14   | Sonny Webster        | Großbritannien     | B   | 93,58 | 148         | 148         | 151         | 148         | 185         | 190         | 190         | 185         | 333       |
| 15   | Christopher Pavón    | Honduras           | B   | 93,26 | 140         | 140         | 145         | 145         | 180         | 185         | 185         | 180         | 325       |
| 16   | Petit Minkoumba      | Kamerun            | B   | 91,61 | 140         | 145         | 145         | 140         | 165         | 170         | 170         | 165         | 305       |
| 17   | James Adede          | Kenia              | B   | 92,89 | 112         | 116         | 123         | 116         | 140         | 146         | 146         | 140         | 256       |
| 18   | Tanumafili Jungblut  | Amerikanisch-Samoa | B   | 92,91 | 141         | 141         | 141         | –           | –           | –           | –           | –           | DNF       |

Die beiden Brüder Adrian und Tomasz Zieliński standen ebenfalls auf der Startliste, wurden aber nach positiven Drogentests bei den polnischen Meisterschaften nach Hause geschickt.